# Johannes Despauterius

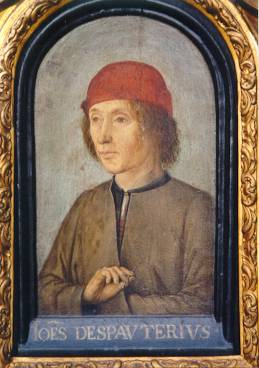
Johannes Despauterius

Jan de Spauter (Ninove, circa 1480 – Komen, 1520) foi um humanista flamengo. O seu nome foi latinizado para Johannes Despauterius como era comum na Idade Média. 
Com 18 anos, começou a frequentar o colégio De Lelie em Lovaina onde estudou durante três anos. Em Lovaina tornou-se Mestre de Artes, que significava ter estudado gramática latina, retórica, dialéctica, música, aritmética, geometria e astronomia.
Depois desses estudos, começou a ensinar. Depois de vários anos de ensino,  Despauterius publicou vários livros sobre gramática latina (Syntaxis, Ars versificatoria, Grammatica pars prima e Ortographia), que se tornaram os principais estudos de referência para o estudo do latim nos séculos seguintes na Europa Ocidental. 
A sua obra Carmina Ioannis Despauterii de arte grammatica foi publicada em Portugal no ano de 1555, e adotada no ensino da Ordem de Portugal entre 1555 e 1572.